# A kuruc Gazdasági Tanács tagjainak listája
Az alábbi felsorolás a Rákóczi-szabadságharc idején, a szécsényi országgyűlésen felállított Gazdasági Tanács (Consilium Oeconomicum) tagjait tartalmazza. A tanácsot a rendi konföderáció legfőbb állami reprezentatív és tanácsadó testülete, a Szenátus mellett a gazdasági ügyek jelentős részének felügyeletére hozták létre, utóbb több ízben átszervezték, a szabadságharc végén pedig a Rákóczi-birtokokat felügyelő Udvari Gazdasági Tanács (Consilium Oeconomicum Aulicum) vette át a szerepkörét.

## A szécsényi országgyűlésen megválasztott tanácsosok
- Klobusiczky Ferenc báró a Tanács egyetlen főrendű tagjaként az elnöki tisztet (praeses) töltötte be, 1708. december 15-én, a sárospataki országgyűlésen szenátorrá is megválasztották; elfogadta a szatmári békét.
- Radvánszky János a Tanács helyettes vezetője kincstartói, illetve főként gróf Bercsényi Miklós főgenerális és első szenátor kifogásai miatt aerarii conservatori címmel (a kincstartó ugyanis középkori eredetű királyi főtisztségviselőként zászlósúri cím lett volna, amit a Habsburg királyok nem töltöttek be, s Bercsényi ezt a méltóságot nem tartotta illőnek egy köznemeshez).

További tagok:
- Fodor László, tanácsosként 1707-ig a Dunántúlon tevékenykedett, egyben egy gyalogezred parancsnoka is volt, utóbb brigadéros, 1710. január 18-án a császáriak kivégezték.
- pálóczi Horváth György, ungi nemes, 1706. március 4-étől országos hadi főpénztárnok, 1707-től már nem szerepel a tanácsosok között.
- szentgyörgyi Horváth Zsigmond, vasi alispán, 1705 végétől a dunántúli ügyek fő intézője a Tanácsban, 1706-tól a a dunántúli Oeconomicalis Deputatio directora címet viseli, 1707. június 28-ától a Tanács dunántúli adminisztrációjának vezetője, egyben dunántúli főhadbiztos.
- Izdenczy Márton, Rákóczi Julianna birtokainak prefektusa, 1707. június 28-ától a Tanács eperjesi adminisztrációjának tagja
- Keczer Sándor, kassai kerületi főhadbiztos, 1707. június 28-ától a Tanács eperjesi adminisztrációjának tagja
- Krucsay Márton az egri káptalan kassai kanonokja, 1707. június 28-ától a Tanács eperjesi adminisztrációjának tagja, 1709. december 3. előtt elhunyt
- Olasz Ferenc a Tanács titkára (secretarius) 1706. március 5-éig (1704-ig a Szepesi Kamara titkára volt), azután a gazdasági ügyek referense a fejedelmi kancellárián, de úgy tűnik gazdasági tanácsosi címét 1707 elején még viseli, utóbb a Szenátus titkára
- Pápai János, tisztségét nem látja el, mert már 1705. október végétől konstantinápolyi követ.
- Platthy Sándor, korábban az Udvari Tanács tagja, turóci nemesként Ónodon letartóztatják (1707. június 6–21.), s emiatt a Gazdasági Tanács június 28-i átszervezésekor nem említik, de utóbb ismét tanácsosként szerepel. 1708 novemberében elpártolt.
- Prileszky Pál, korábban az Udvari Tanács tagja, 1707. június 28-ától a Tanács besztercebányai adminisztrációjának tagja, végül tagja lett az Udvari Gazdasági Tanácsnak is. 1710. december 4-én Bártfa kapitulációjakor meghódolt a császáriaknak.
- Spáczay Gábor, nyitrai kanonok, 1707. június 28-ától a Tanács besztercebányai adminisztrációjának tagja, 1708. augusztus 26-án elpártolt
- Szentpétery Imre, borsodi alispán, brigadéros, tanácsosi címét csak az 1707. évi átszervezésig viseli, aláírta a szatmári békét.
- Szepessy Pál, borsodi nemes, a hasonnevű bujdosó vezér fia, utóbb (1707–1709) alispán, 1707. június 28-ától a Tanács eperjesi adminisztrációjának tagja, valamikor 1710-ben pártolhatott el.
- Szirmay Péter, abaúji alispán, tanácsosi címét csak az 1707. évi átszervezésig viseli, valószínűleg 1710 őszén elpártolt.